# Boom (Belgija)
Boom je belgijski grad, smješten u okrugu i u pokrajini Antwerpen. Po popisu od 1. siječnja 2006., Boom je imao 16.096 stanovnika. Ukupna površina je 7,37 km² što daje gustoću naseljenosti od 2.185 stanovnika po km². Stanovnici su poznati kao "Boomenaars".
Od 2005. godine Boom je domaćin godišnjeg događaja elektronske plesne glazbe Tomorrowland. 

## Povijest
Zabilježena povijest ove zajednice započela je krajem 1300-ih. Povećanje stanovništva u Boomu dogodilo se tijekom 19. stoljeća. U Boomu se štuje čudesni kip Gospe od Booma. 

## Geografija
Boom je smješten između tri velika grada (Bruxelles, Antwerpen i Mechelen), a leži na rijeci Rupel.

## Ekonomija
Zbog prisutnosti gline u okolini Booma, regija je poznata po mnogim glinenim jama i tvornicama opeka.

## Poznate osobe
- Peter Dens (1690.), katolički teolog
- Egidius Aerts (1822. – 1853.), flautist i skladatelj
- Bobbejaan Schoepen (1925.), tekstopisac pjevača, gitarist i umjetnički zviždač. Bio je i glumac, fantazist i osnivač zabavnog parka Bobbejaanland u Belgiji
- Herbert Flack, glumac
- Luc Van der Kelen (1948.), novinar u Het Laatste Nieuws
- Roland Van Campenhout, glazbenik
- Bavo Claes (1949.), bivši novinski izvjestitelj
- Glen De Boeck (1971.), nogometaš i trener
- Bjorn Vleminckx (1986.), nogometaš
- Kevin Seeldraeyers (1986.), biciklist

## Manifestacije
- Mano Mundo: svjetski glazbeni festival u De Schorreu (rekreacijski teren). (festival više ne postoji)
- Tomorrowland : EDM svjetski poznati i najveći festival plesne glazbe na svijetu, kojem je od njegovog pokretanja 2005. godine prisustvovalo gotovo 2 milijuna ljudi.
- Feria Andaluza: španjolski festival u De Schorreu.

## Šport
- K. Rupel Boom FC: Nogometni klub, trenutno igra u belgijskoj Trećoj diviziji.
- Kangeroes Boom: Košarkaški klub, koji trenutno igra u drugoj diviziji.
- Braxgata: Hokejaški klub, koji trenutno igra u prvoj diviziji. Europski hokejski savez (EHF) 2009. godine hokejski klub.
- Fudji Yama Boom-Niel-Schelle: Judo klub, osnovan 1958

## Vanjske poveznice
- (niz) Službena web stranica općine Boom